# Yuriy Krivtsov
Yuriy Krivtsov (Pervomaisk, 7 de febrero de 1979) es un ciclista ucraniano, nacionalizado francés en mayo de 2010, que debutó como profesional en el año 2002 con el equipo Jean Delatour. 
Sus victorias más importantes como profesional son una victoria en el Tour de Romandía y otra en el Tour del Porvenir también ha sido campeón de Ucrania en contrarreloj.
Tras su nacionalización en mayo de 2010, inició desde 2011 a correr como ciclista francés.

## Palmarés
1998 (como amateur)
- 2.º en el Campeonato de Ucrania Contrarreloj

2001 (como amateur)
- 3.º en el Campeonato de Ucrania Contrarreloj

2002
- Mi-Août 2

2003
- 1 etapa del Circuito de la Sarthe
- 1 etapa del Tour de Romandía
- 1 etapa del Tour del Porvenir
- 3.º en el Campeonato de Ucrania Contrarreloj

2004
- Campeonato de Ucrania Contrarreloj

2006
- 2.º en el Campeonato de Ucrania Contrarreloj

2010
- 2.º en el Campeonato de Ucrania Contrarreloj

## Resultados en Grandes Vueltas y Campeonatos del Mundo
| Carrera              | Carrera              | 2002 | 2003 | 2004 | 2005 | 2006  | 2007 | 2008  | 2009  | 2010 | 2011  | 2012  |
| -------------------- | -------------------- | ---- | ---- | ---- | ---- | ----- | ---- | ----- | ----- | ---- | ----- | ----- |
|                      | Giro de Italia       | —    | —    | —    | —    | 114.º | 71.º | 107.º | 116.º | 83.º | 119.º | —     |
|                      | Tour de Francia      | —    | 85.º | 95.º | 90.º | —     | —    | —     | —     | —    | —     | F. c. |
|                      | Vuelta a España      | —    | —    | —    | —    | —     | 48.º | —     | —     | —    | —     | —     |
| Mundial en Ruta      | Mundial en Ruta      | —    | Ab.  | Ab.  | —    | —     | —    | —     | —     | —    | —     | —     |
| Mundial Contrarreloj | Mundial Contrarreloj | 32.º | —    | 40.º | —    | 33.º  | —    | —     | —     | —    | —     | —     |

—: no participa
Ab.: abandono
F. c.: fuera de control